# Ledra conifera
Ledra conifera är en insektsart som beskrevs av Walker 1857. Ledra conifera ingår i släktet Ledra och familjen dvärgstritar. Inga underarter finns listade i Catalogue of Life.